# Agente subviral
Se denomina agente subviral a un agente biológico de tipo acelular el cual es considerado similar a un virus, pero que no cumple con todas las características típicas de los virus, por lo que se presume que son más simples que aquellos.

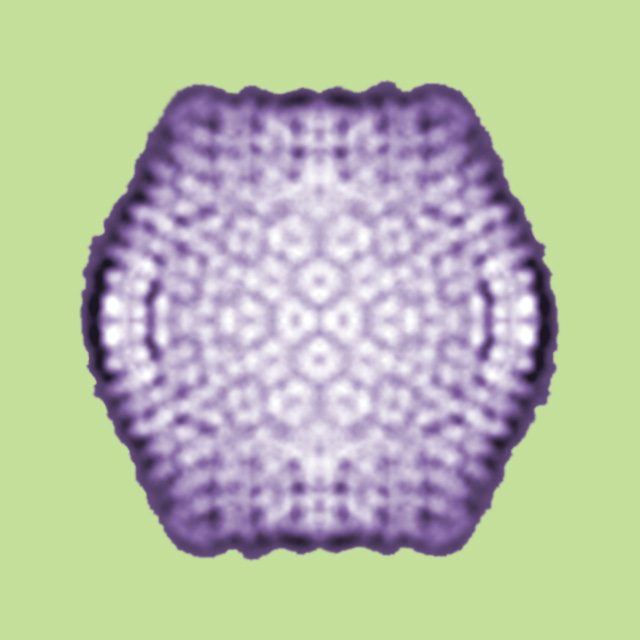
El virófago Sputnik es un virus satélite que parasita al Mimivirus

Se considera que un virus típico es un organismo submicroscópico, infeccioso, intracelular y que está constituido por ácidos nucleicos (ADN o ARN) envueltos en una cubierta glicoproteica llamada cápside. En este sentido, un agente subviral se define negativamente como aquella partícula que no cumple completamente con la definición de un virus típico, por lo que los agentes virales serían los siguientes:
- Satélite: Virus que depende o parasita a otro virus a manera de coinfección dentro de una célula huésped. Un ejemplo es el grupo de los virófagos.
- Viroide: Virus que no presenta cápside, por lo que el ácido nucleico está desnudo.
- Virusoide: Al igual que el viroide, el ácido nucleico está desnudo, y como el satélite, necesita parasitar otro virus.
- Elemento viral endógeno: Secuencia genética viral integrada a una célula. Un ejemplo son los provirus.
- Partícula defectiva interferente: Porción de ARN o ADN viral generado por mutación que ocurre durante una replicación defectuosa y que disminuye el potencial infeccioso viral.
- Partícula similar a virus: Partícula proteica de un virus, no infecciosa y sin ácido nucleico, para su uso en vacunas.
- Prion: Agente proteico autorreplicante que puede ser infeccioso.

Como se puede observar en esta lista, los satélites, viroides y virusoides pueden ser considerados verdaderos virus y están incluidos como tales en varios sistemas de clasificación. Otros agentes están relacionados con la actividad viral; los priones no poseen ácidos nucleicos, se originan a partir de genes celulares y en consecuencia no tienen relación ni se pueden comparar con los virus.

## Descubrimiento
El primer agente subviral fue descubierto en 1962 por Kassanis y se trató del virus satélite de TNV, de 17 nm de diámetro, el cual se encontró en asociación con el Necrovirus del tabaco de 26 nm.